# محمد نزيه
محمد نزيه مواليد 15 يونيو 1975 في ماليه، هو لاعب كرة قدم مالديفي سابق كان يلعب في خط الوسط.

## المسيرة الاحترافية

### أندية لعب لها
- نادي فيكتوري
- نادي نيو راديانت

## روابط خارجية
- محمد نزيه على موقع الاتحاد الدولي (مؤرشف)  (الإنجليزية)
- محمد نزيه على موقع قاعدة بيانات كرة القدم.إي يو (الإنجليزية)
- محمد نزيه على موقع ناشيونال فوتبول تيمز (الإنجليزية)